# Leptanilla judaica
Leptanilla judaica är en myrart som beskrevs av Kugler 1987. Leptanilla judaica ingår i släktet Leptanilla och familjen myror. Inga underarter finns listade i Catalogue of Life.